# Amarillo (orquesta)
Amarillo (también llamada como Amarillo-orkesteri) fue una orquesta de jazz finlandesa, que se destacó en el llamado jazz de acordeón. La orquesta estuvo activa en Finlandia desde fines de la década de 1920 y la mayor parte de la década de 1930.
Amarillo nació de la brigada de bomberos de la villa libre VPK en Mariefors y luego se convirtió en el mayor competidor de la famosa orquesta Dallapé. Amarillo estuvo integrada por el violinista Teijo Joutsela, el acordeonista Aimo Andersson ("A. Aimo"), el trompetista Melker Asklöf, el mandolinista Aatto Halminen, el saxofonista Paavo Pohjola, el baterista Heikki Puttonen, el acordeonista Ernst Andersson, el sousafonista Totte Andersson y el acordeonista y director de orquesta, Väinö Andersson. Aimo Andersson estuvo activo en la orquesta entre los años 1931-32 y Kauko Käyhkö tocó la guitarra en Amarillo entre los años 1933-36. Teijo Joutsela estuvo activo entre los años 1930-35.
Amarillo hizo su primera grabación en 1931 y funcionó hasta 1932. En ese entonces, la orquesta contaba con varios solistas vocales; incluidos Georg Malmstén, Eugen Malmstén, Aimo Andersson, JV Heimo, Ville Ruusunen (Reino Palmroth), Teijo Joutsela, Mauno Tamminen, Arvi Hänninen, Reino Volanen y Heikki Tuominen. Amarillo regresó con grabaciones de discos en 1935, ya con Matti Jurva como cantante.